# Daboecia cantabrica
Daboecia cantabrica är en ljungväxtart. Daboecia cantabrica ingår i släktet Daboecia, och familjen ljungväxter.

## Underarter
Arten delas in i följande underarter:
- D. c. azorica
- D. c. cantabrica

## Bildgalleri

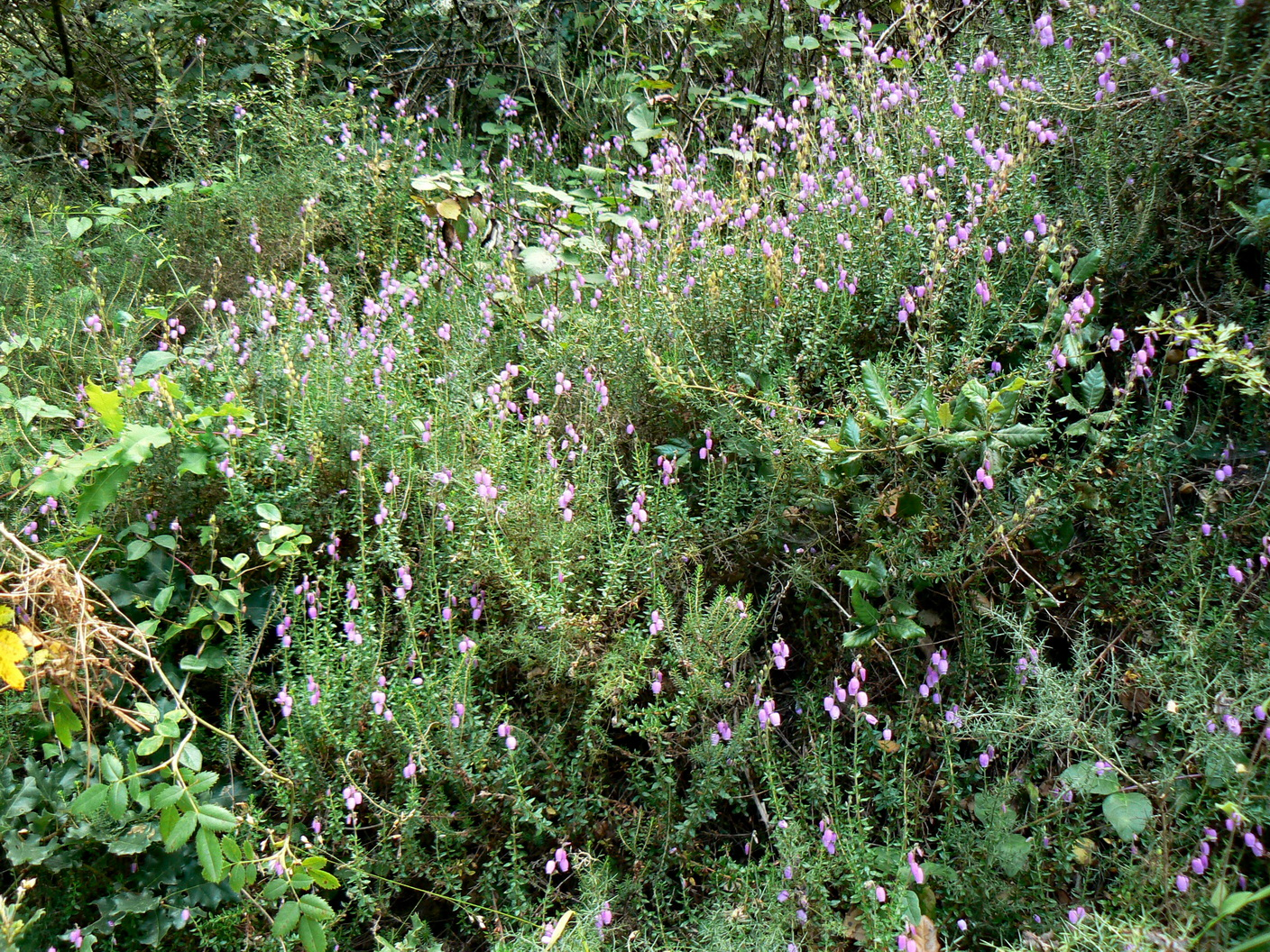
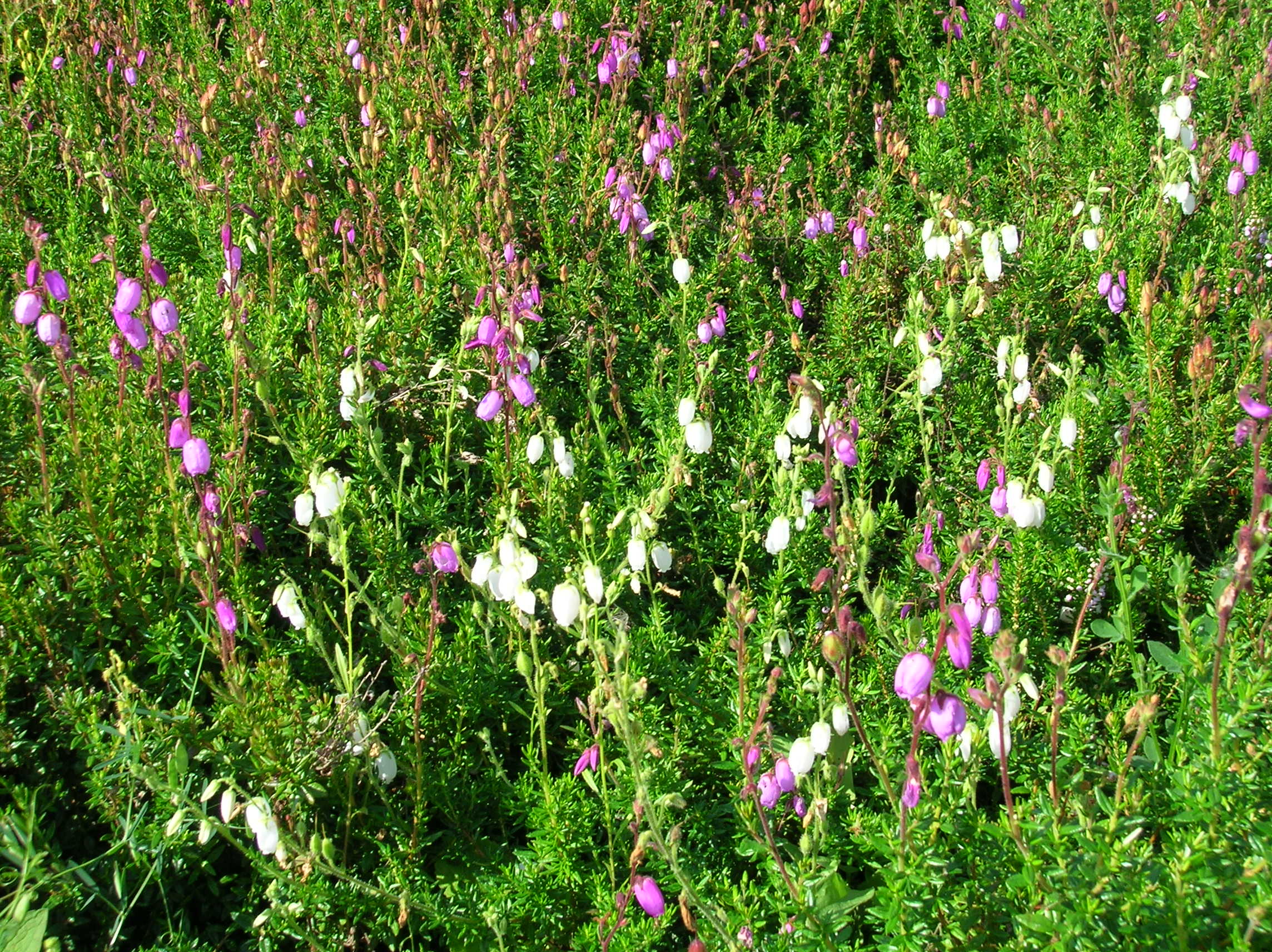
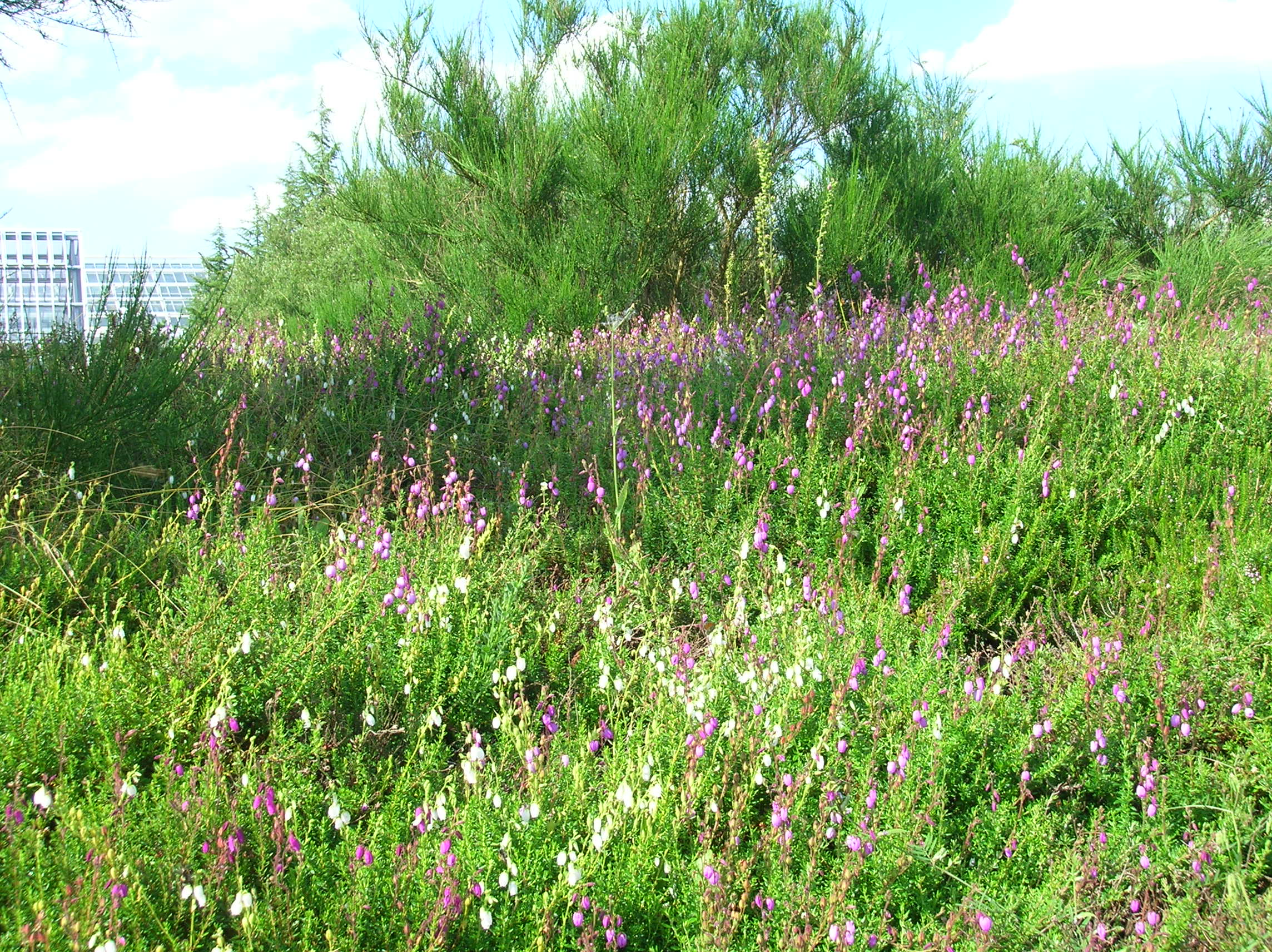
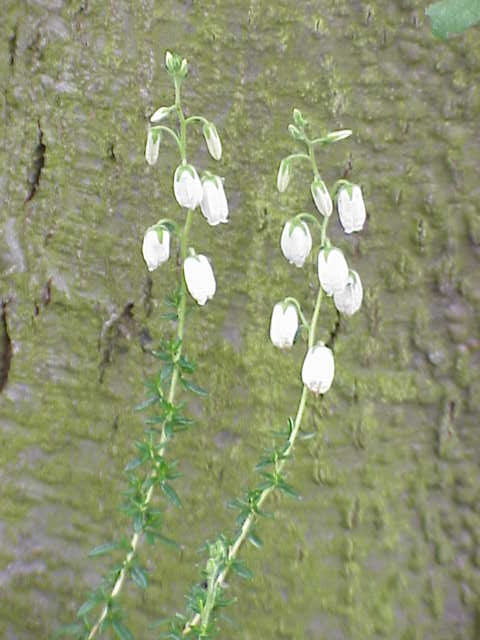
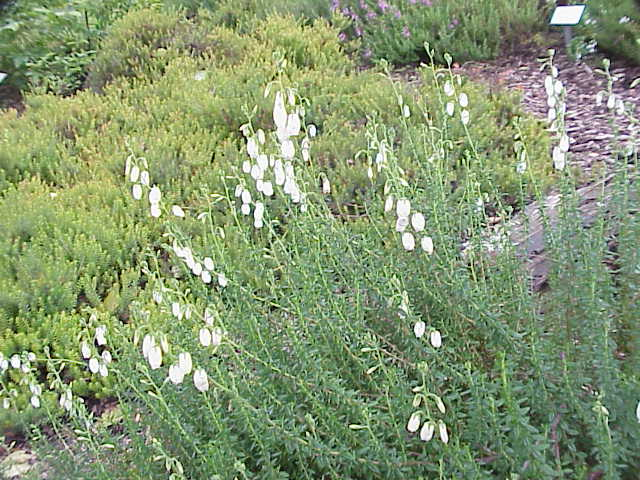
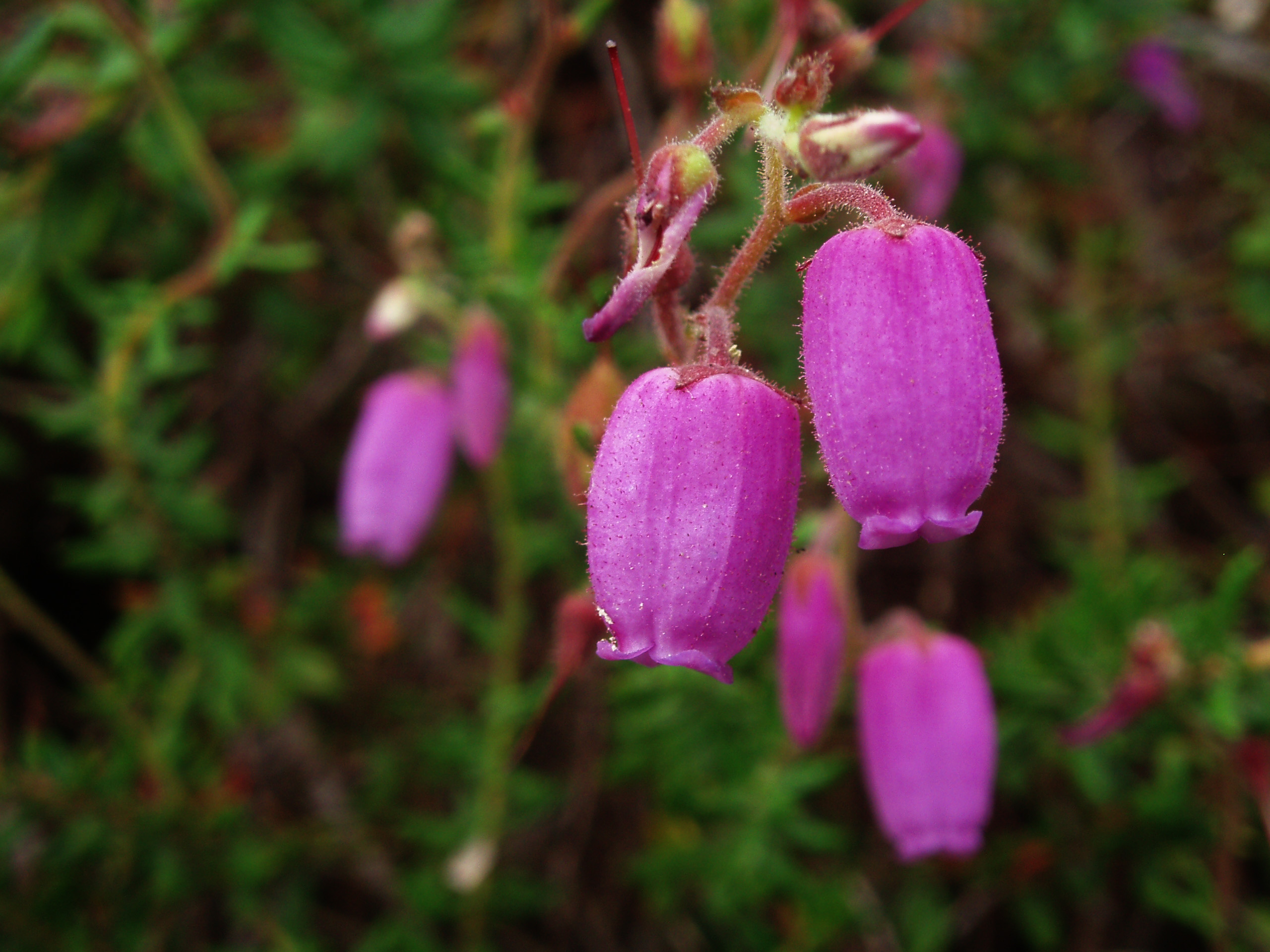